# Posidonienschiefer (Jura)

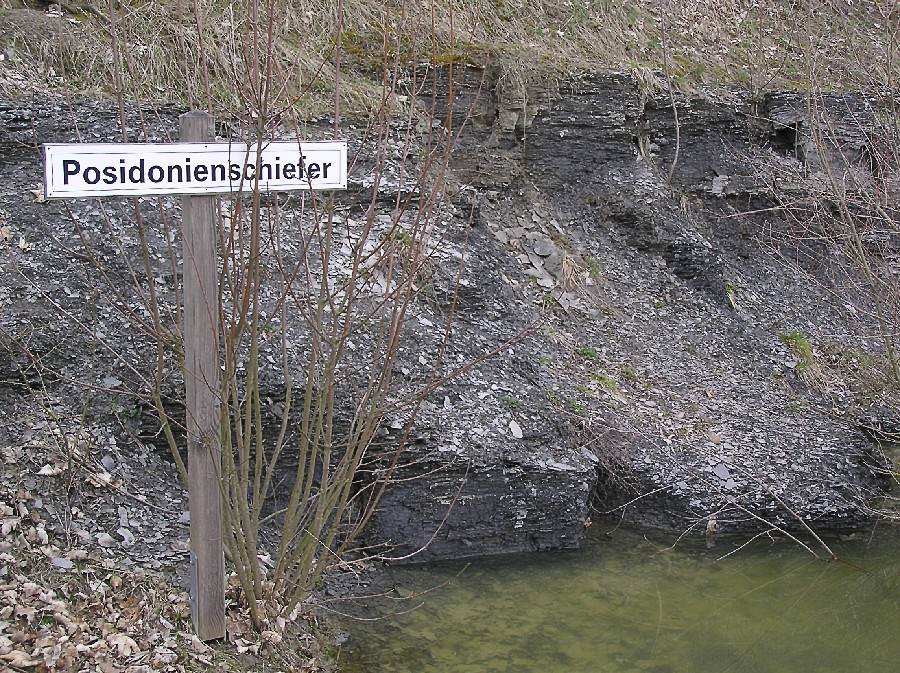
Posidonienschiefer am Beginn des geologischen Lehrpfads auf den Hesselberg

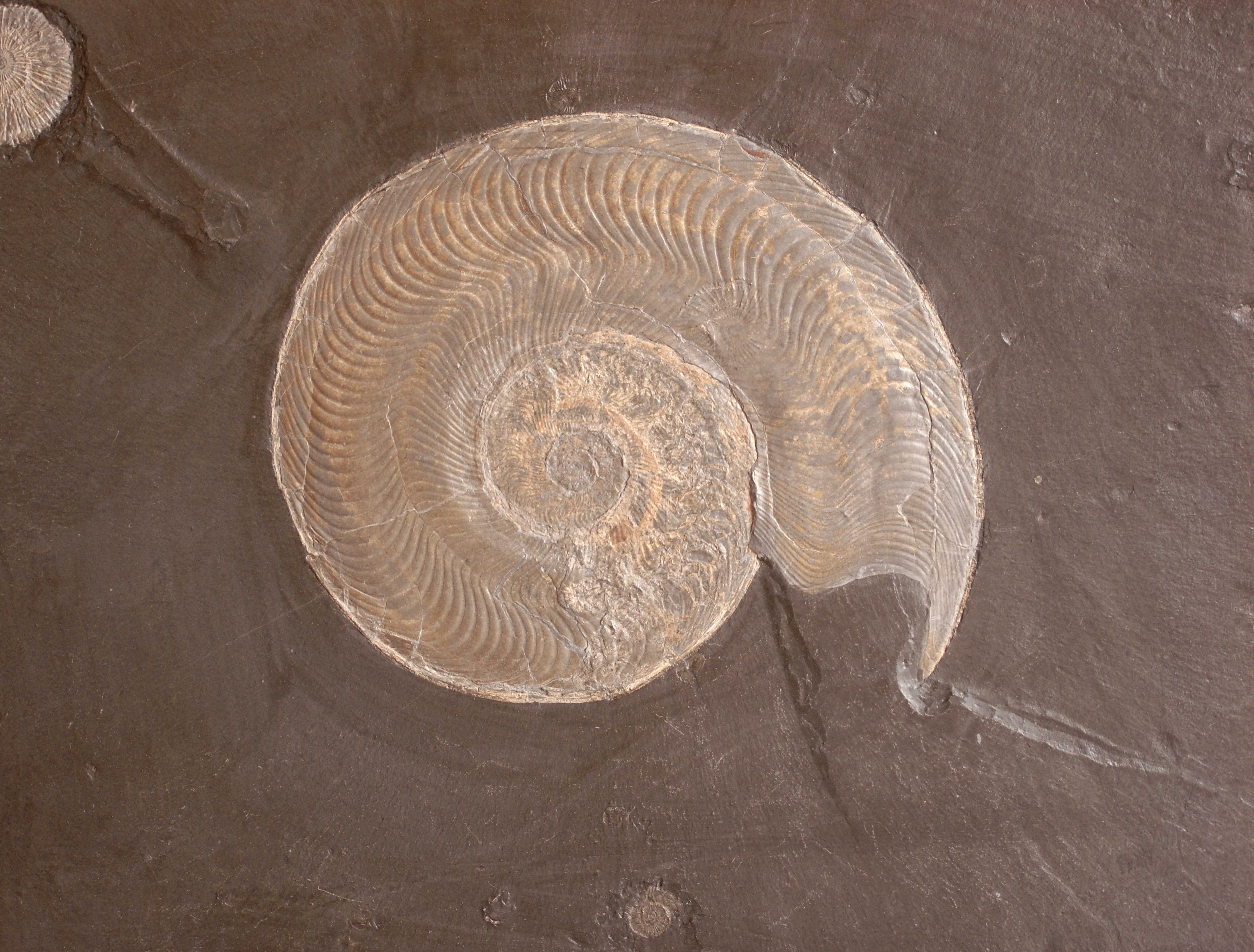
Fossiler Abdruck von Harpoceras falcifer im Posidonienschiefer von Holzmaden

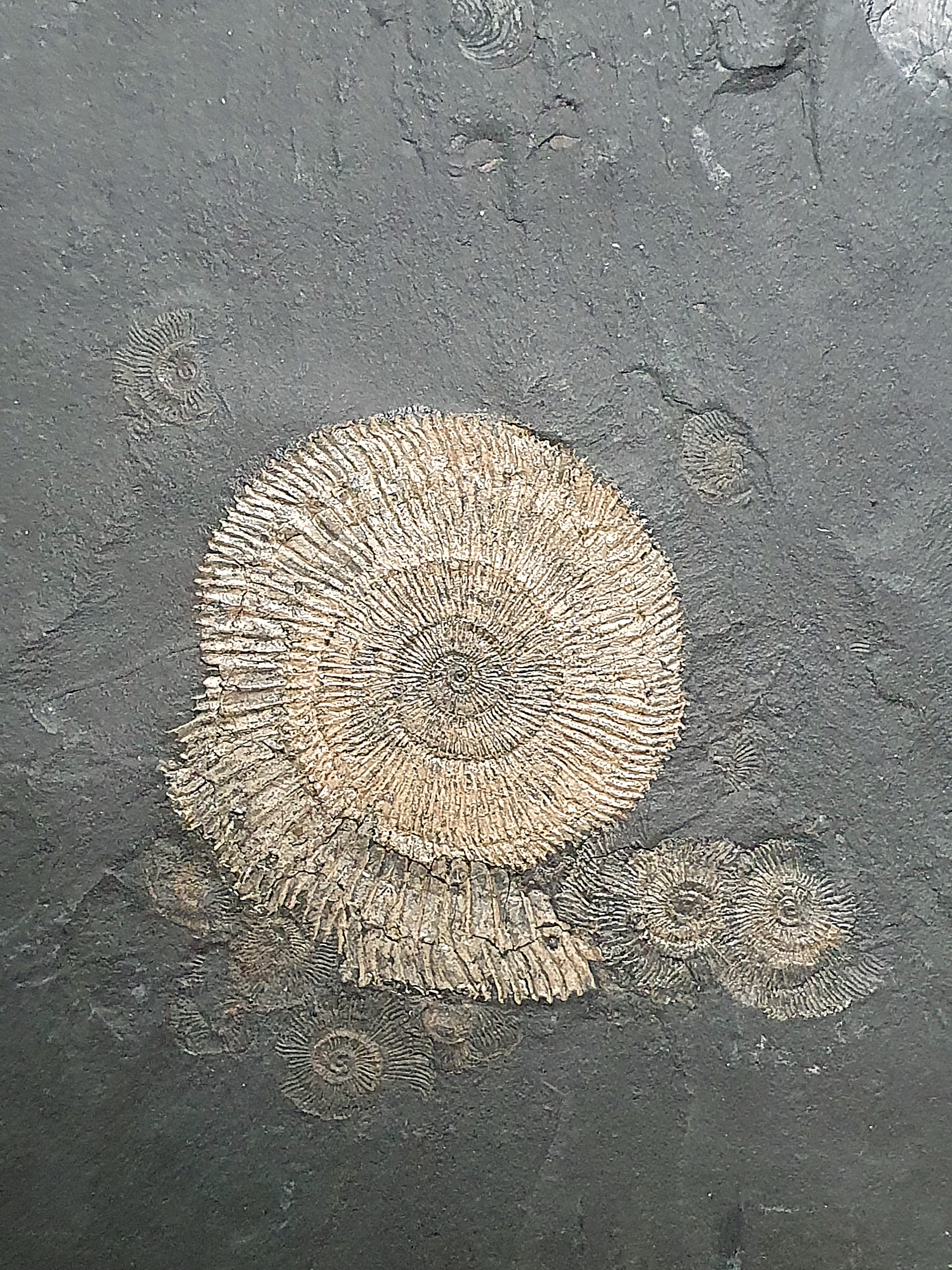
Peronoceras fibulatum (Ammonites bollensis) im Posidonienschiefer von Bad Boll

Der Posidonienschiefer oder Schwäbischer Ölschiefer ist ein asphaltgrauer bis tiefschwarzer bituminöser Tonstein aus dem Unterjura, der sich über weite Gebiete Mittel- und Nordwesteuropas erstreckt. Das Gestein ist für seine außergewöhnlich gute Fossilerhaltung bekannt, die den Posidonienschiefer zu einer Konservatlagerstätte von Weltrang gemacht hat. Die Posidonienschiefer-Formation aus der Zeit des frühen Toarciums (183,0 bis 175,6 mya) wird überwiegend aus Posidonienschiefer aufgebaut.

## Benennung
Die Bezeichnung „Posidonienschiefer“ ist etwas irreführend, da das Gestein im petrographischen Sinne kein Schiefer ist. Die scheinbare Schieferung ist eine sehr fein laminierte Schichtung des Sediments. Der andere Namensteil des Gesteins geht auf eine häufig darin vorkommenden Muschelart aus der Familie Posidoniidae, zurück, die zu der Zeit, als das Gestein benannt wurde, den Namen Posidonia bronni trug. Später wurde sie mit einer anderen Art zusammengefasst (synonymisiert) und einer anderen Gattung zugewiesen und trägt daher heute den Namen Bositra buchii. Der Gattungsname Posidonia wird nunmehr nur noch für Posidoniiden aus deutlich älteren Schichten des Karbons genutzt. Daher werden ähnlich aussehende Gesteine dieses Alters ebenfalls als Posidonienschiefer bezeichnet.

## Entstehung
Vor ca. 175 Millionen Jahren im Erdmittelalter (Mesozoikum), genauer im Lias Epsilon des Unterjura (nach den Ölschiefern auch „Schwarzer Jura“), erstreckte sich über ein weites Gebiet das Jurameer (auch Liasmeer oder Posidonienschiefer-Meer genannt), ein Nebenmeer der großen Tethys. Es entstand im Toarcium bei der Trennung Amerikas (inklusive Grönland, Laurentia) von Europa (Baltica) und Afrika aus dem vormaligen Superkontinent Pangaea (wohl ab etwa 183 Mio. Jahren), denn durch diese Bewegungen sanken Bereiche Mittel- und Westeuropas ab und gerieten unter Flachwasserbedeckung. Dieses Jura-Flachmeer mit etlichen Inseln – dem europäischen Archipel – war anfangs brackig. Das Klima war geprägt von Sommermonsun und Wintertrockenheit durch Passatwind, was für starke jahreszeitliche Schwankungen des Sauerstoffgehalts im Meerwasser sorgte. Deshalb zersetzte sich totes Gewebe nur sehr langsam. Durch die eingeschwemmten Tone und Kalke wurden die toten Tiere bald überdeckt und konserviert. Im Laufe von Jahrmillionen verfestigte sich der Schlamm. So wurde aus dem Jahreszeitenwechsel im Jurameer eine versteinerte Schichtenfolge. Der Posidonienschiefer wird vom älteren Lias-Tonschiefer des Pliensbachiums (189,6–183,0 mya) unterlagert und vom jüngeren Dogger-Tonschiefer des Mitteljuras („Brauner Jura“, ab 175,6 mya) überlagert. Diese beiden angrenzenden Sedimentationsphasen (Fazies) zeigen deutlich weniger Feinschichtung (Warven).
Die vier Hauptvorkommen der verwandten Gesteinsarten decken sich mit den vier alten Schelfbecken des Jurameeres, dem Pariser Becken, dem süddeutschen Becken, dem norddeutschen Becken (niedersächsisches Becken) und dem Yorkshire-Becken. Das süddeutsche Vorkommen ist das bestaufgeschlossene, weil dieses Becken im Unterschied zu den anderen durch die Auffaltung der Alpen angehoben wurde, und heute das südwestdeutsche Schichtstufenland bildet. In der Hilsmulde in Niedersachsen liegt der Posidonienschiefer in 6 km Tiefe. Daneben sind auch die Vorkommen in York und Yorkshire im äußeren Nordwesten des Jurameeres erwähnenswert, die mit den Britischen Inseln gehoben wurden. Der europäische Archipel baut noch heute einen Teil der Mittelgebirge dieses Raums auf.
Der Posidonienschiefer ist Erdölmuttergestein mancher der französischen und niedersächsischen Ölvorkommen.

## Fossilien
Das Gestein ist bekannt für seine herausragende Fossilerhaltung. Man findet aufgrund des sauerstoffarmen und teilweise anoxischen, sogenannten euxinischen, Milieus zur Zeit der Ablagerung sehr gut erhaltene Seelilien, Ammoniten, Fische und Ichthyosaurier.
Die bekanntesten Fundstellen liegen dabei in der Umgebung von Holzmaden. Das Urwelt-Museum Hauff in Holzmaden zeigt Exponate auf 1000 m². Eine weitere paläontologische Sammlung mit Fossilien aus dem Posidonienschiefer befindet sich in der Petrefaktensammlung im Museum Kloster Banz.

### Fauna

#### Ichthyosaurier

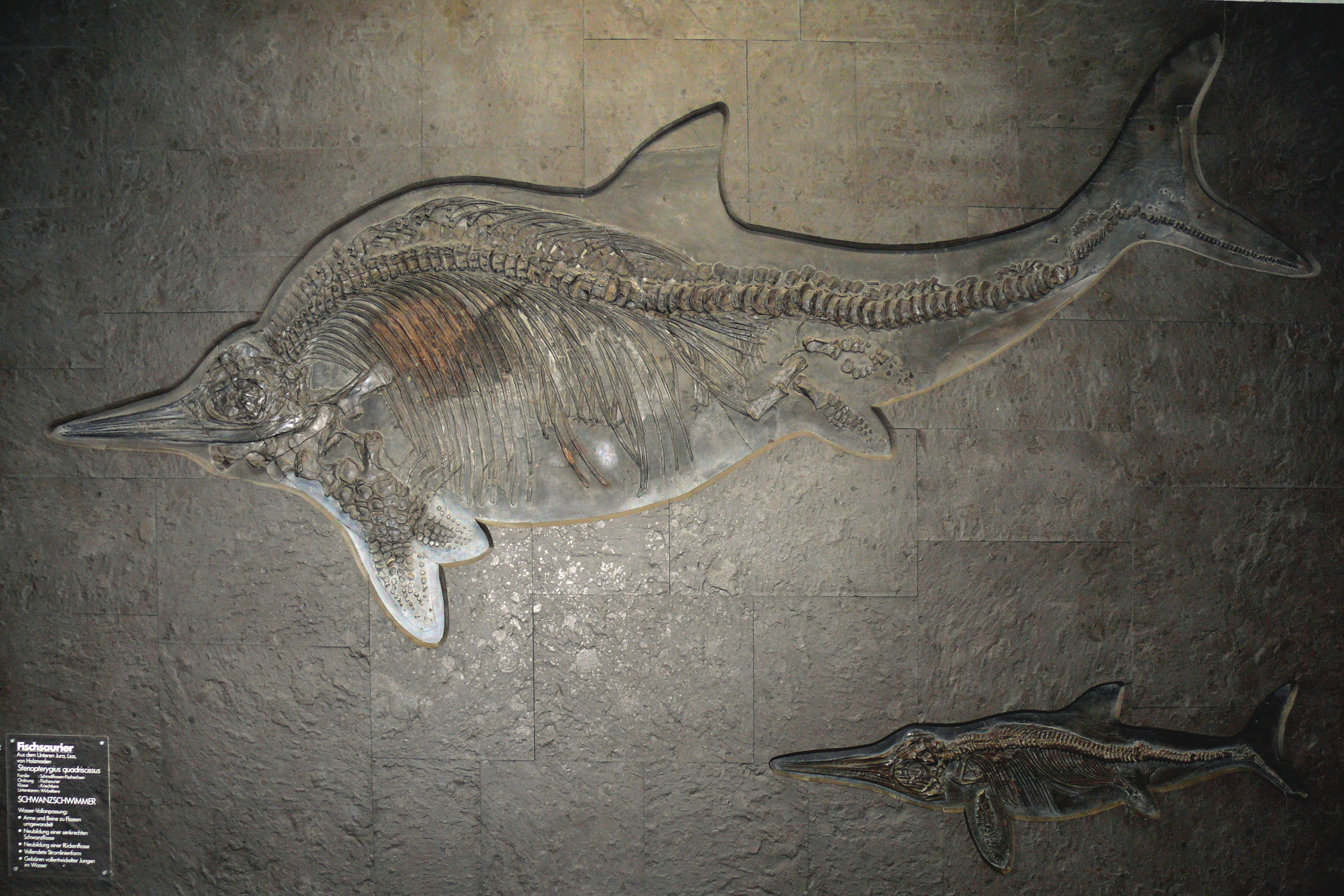
Stenopterygius-Fossil

Das Posidonienschiefer ist bekannt für die sehr gute Erhaltung von Skeletten. Am spektakulärsten sind die Ichthyosaurier erhalten. Bei der Gattung Stenopterygius kann man die am meisten beobachten. Der Präparator Bernhard Hauff konnte zeigen, dass Ichthyosaurier eine Rückenflosse hatten und ihre Schwanzflosse einen oberen Lappen aufwies. Beide Körperteile wurden nicht durch Skelettmaterial abgestützt, sodass sie deswegen normalerweise nicht erhalten bleiben. Bei Stenopterygius wurden Mageninhalte gefunden, die wohl nicht verdaut werden konnten. Bemerkenswert sind außerdem die zahlreichen Weibchen, die während eines Geburtsvorgang oder mit Embryos im Bauch fossilisiert wurden. Dies belegt, dass der Posidonienschiefer ein Ort war, um ihre Jungen zu gebären. Hauff (1921) registrierte über 350 Tiere.

#### Plesiosaurier und Krokodile

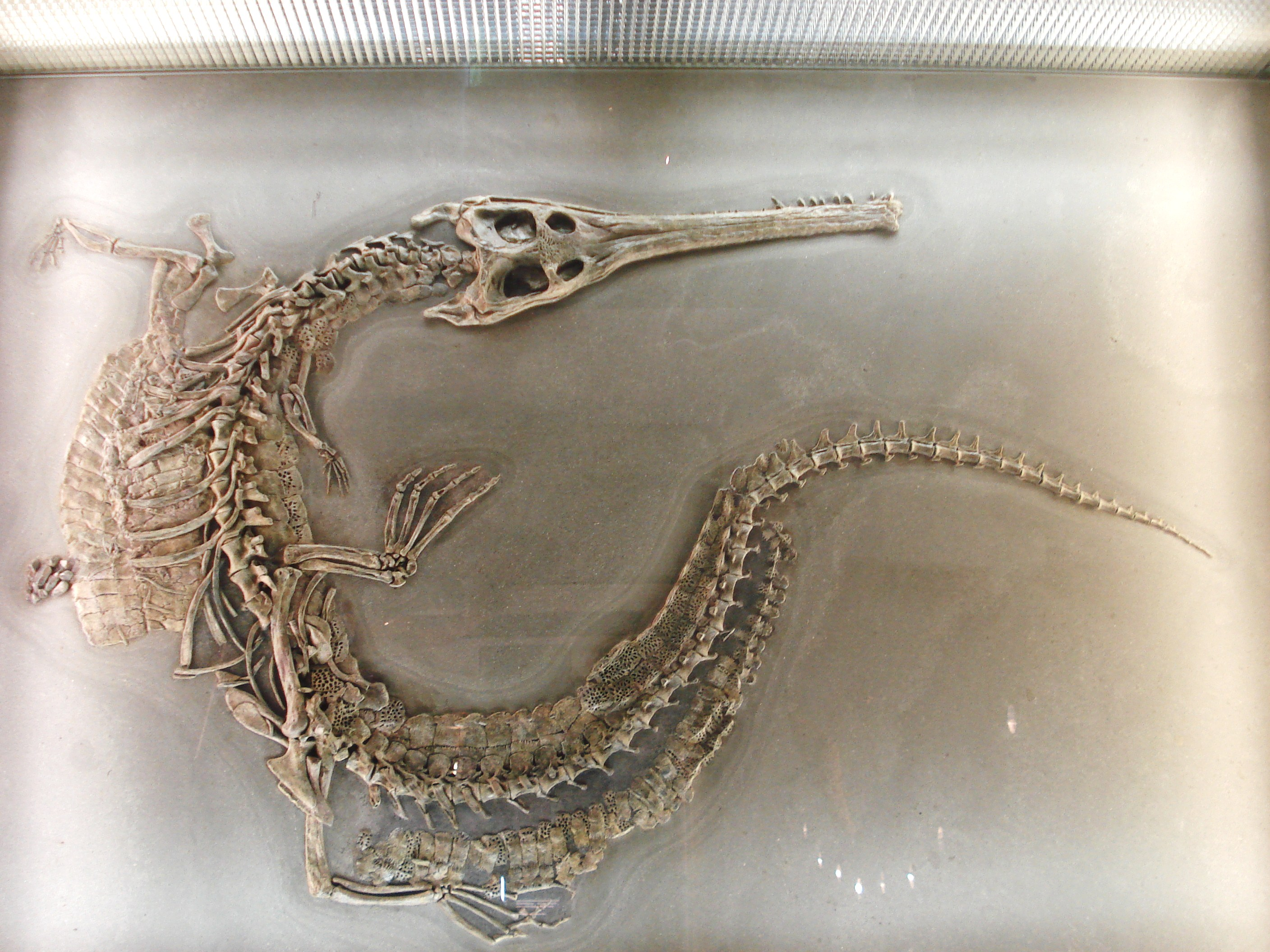
Macrospondylus-Fossil

Plesiosaurier sind viel seltener. Nur 13 vollständige Skelette wurden gefunden, darunter der langhalsige Seeleyosaurus und die kurzhalsigen Pliosaurier Hauffiosaurus und Meyerasaurus.

Krokodile (Teleosaurier) waren zwar auch selten, aber zahlreicher als die Plesiosaurier – Hauff (1921) listete 70 Exemplare. Das häufigste ist Macrospondylus; er hatte eine lange, schmale Schnauze mit vielen Zähnen und fing, so ähnlich wie die heutigen Gaviale, Fische. Die Augen waren nach oben und außen gerichtet. Beim viel kleineren Pelagosaurus saßen die Augen seitlich am Schädel. Der gepanzerte Platysuchus ist sehr selten, nur 4 Exemplare sind bekannt.

#### Pterosaurier und Dinosaurier
Die Flugsaurier Dorygnathus und Campylognathoides. Es gibt von beiden komplette Skelette, Hauff (1921) listete zehn auf.
Das einzige Dinosaurierfossil ist ein Schienbein des Sauropoden Ohmdenosaurus.

#### Fische

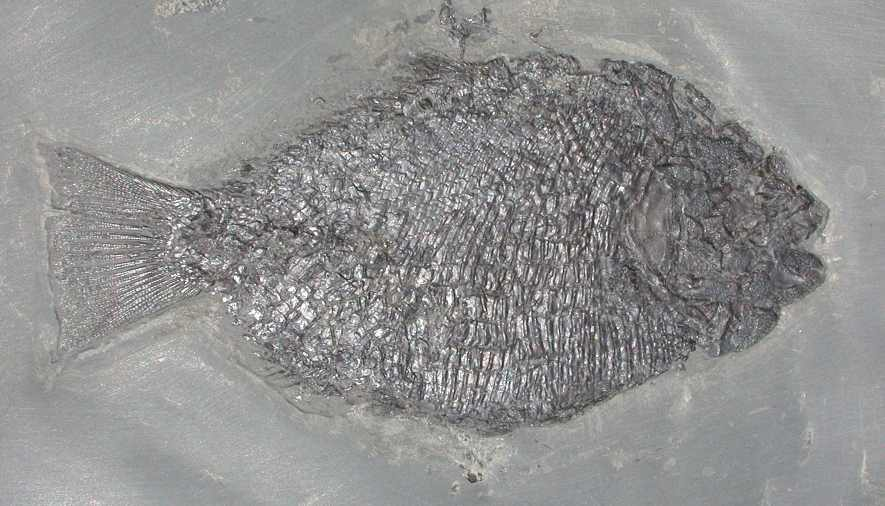
Dapedium-Fossil

Holostei (Knochenganoiden) sind mit den Gattungen Lepidotes, Dapedium und Caturus vertreten. Zu den Teleostei gehört Leptolepis. Haie sind vor allem durch Hybodus und Palaeospinax vertreten. Die größten Fische waren die Störe, darunter Chondrosteus, er wurde bis zu 3 Meter lang. Daneben fand man den Quastenflosser Trachymetopon.

#### Cephalopoden

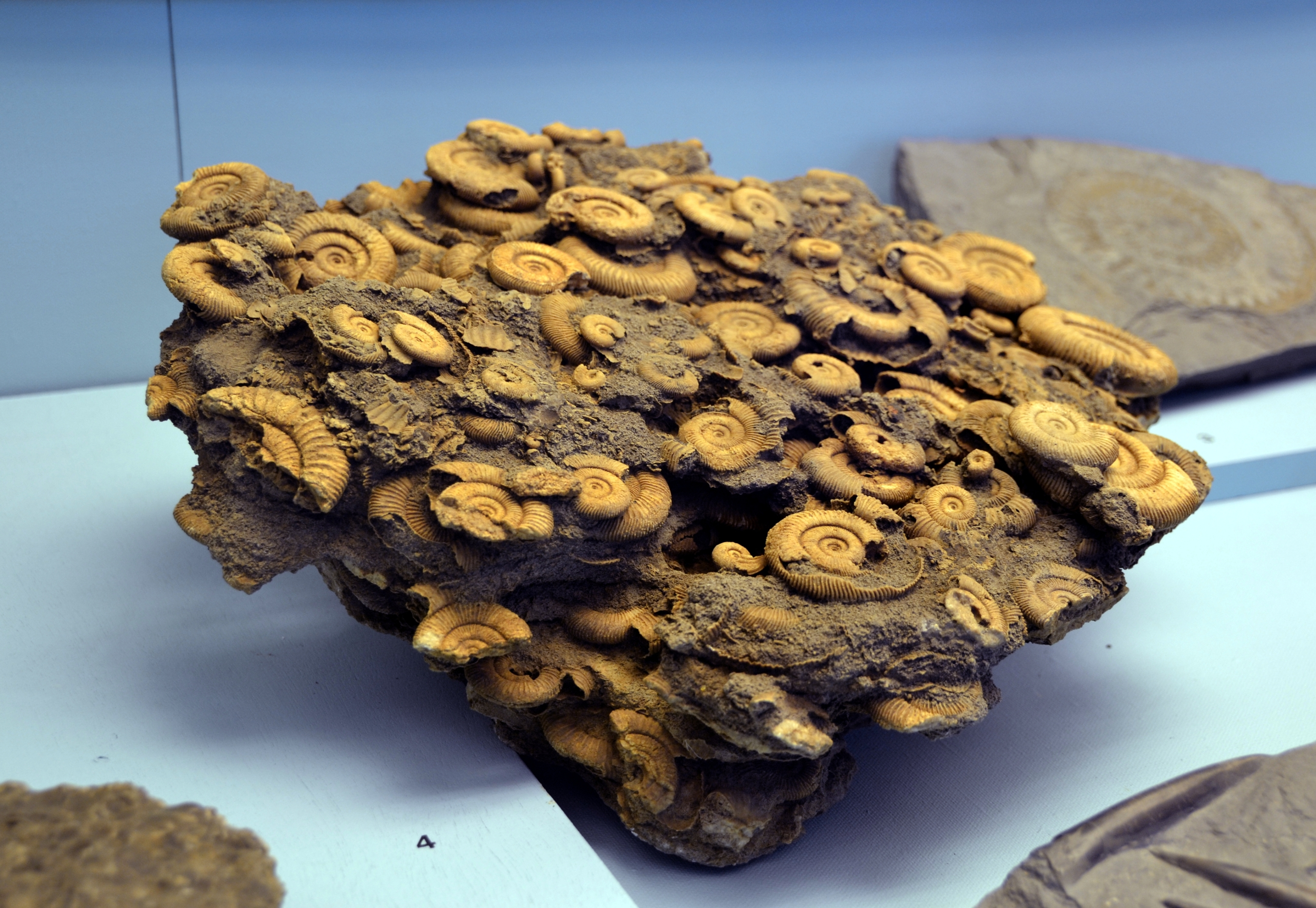
Dactylioceras

Ammoniten sind sehr häufig, darunter die Arten Harpoceras, Hildoceras und Dactylioceras. Am spektakulärsten sind Kalmare (wie Phragmoteuthis) und Belemniten (wie Passaloteuthis), bei denen die weichen Gewebe erhalten sind.

#### Seelilien

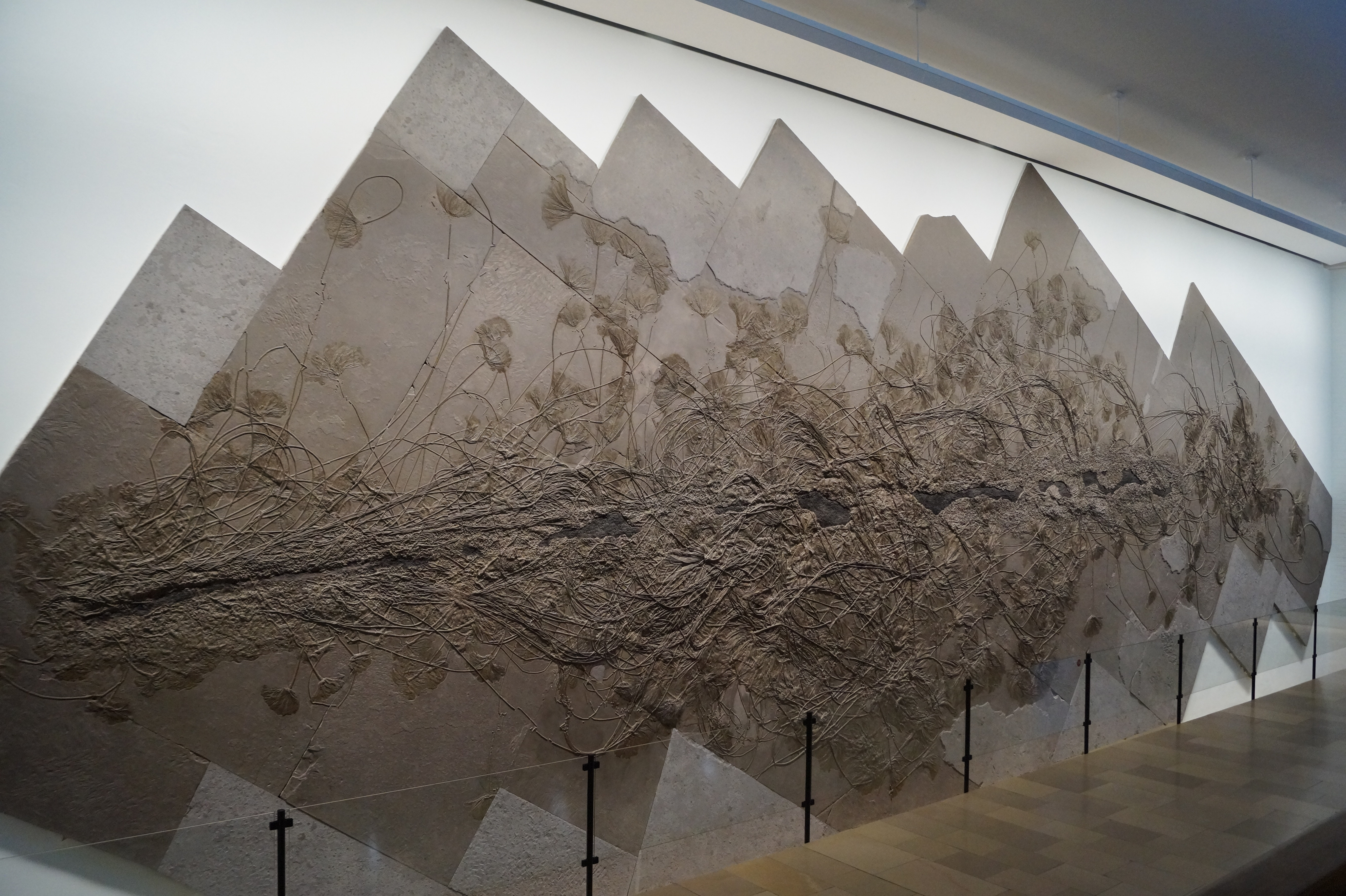
Das 18 × 6 Meter messende Präparat einer Seirocrinus-Kolonie

Besonders häufig sind die Gattungen Seirocrinus (mit der Art Seirocrinus subangularis) und Pentacrinites. Im Urwelt-Museum Hauff ist eine Kolonie von Seirocrinus subangularis ausgestellt, die an einen 12 Meter langen Stück Treibholz angeheftet lebte. Das gesamte Präparat ist 18 Meter lang.

#### Muscheln
Muscheln waren unter anderem von den Gattungen Gervilla, Oxytoma, Exogyra, Liostrea, Bositra und Goniomya vertreten.

### Pflanzen
Von den Pflanzen sind Schachtelhalme sowie Samenpflanzen (Nacktsamige Pflanzen) – Ginkgopflanzen, Koniferen und Palmfarne – überliefert.

### Spurenfossilien
Die häufigsten Spurenfossilien sind Chondrites und Fucoides.
Die Fauna und Flora wurde von den Hauff und Hauff (1981) gründlich dokumentiert und illustriert.

## Verwendung
Unterhalb des Mutterbodens beginnt der sogenannte Wildschiefer. Er ist relativ stark angewittert und zerfällt an der Luft nach kurzer Zeit zu Mergel. Je tiefer man gräbt, desto weniger verwittert ist das Gestein. Als Leithorizont von großer Regelmäßigkeit in Ausbildung und Mächtigkeit (ca. 17 cm) folgt der "Obere Stein". Im nächstälteren Schichtstoß, dem "Schieferklotz", finden sich Steneosaurier. Darunter lagert der "Untere Stein", ein ca. 17 cm mächtiger wetterfester Kalk und guter Baustein für Kellergewölbe. Es folgt der "Untere Schiefer", das sogenannte "Ölflöz". Es hat mit bis 8 % den höchsten Bitumengehalt und enthält die am besten erhaltenen Fossilien, wie Ichthyosaurier in Weichteilerhaltung. Der Abbau endet in der Sohle mit dem "Fleins", zu seiner Gewinnung sind alle Schieferbrüche in Betrieb. Er ist ca. 18 cm mächtig und spaltet regelmäßig in 4 ungefähr gleich starke Platten. Seine bruchrauhe Fläche und Festigkeit machen ihn zu einem innenarchitektonisch begehrten Naturstein. Er wird unter der Handelsbezeichnung Holzmadener Ölschiefer oder Jura Ölschiefer zu Tisch-, Abdeckplatten, Wand- und Kaminverkleidungen, Treppenstufen und Bodenplatten etc. verarbeitet. Dazu wird das im Steinbruch grob zugeschnittene Material im Schieferwerk gesägt und in Handarbeit mehrmals gespalten.
Gestein aus Schichten mit geringem Kalziumkarbonat- und hohem Kohlenstoffgehalt ist brennbar und „schwitzt“ beim Erhitzen mit einem Brenner „Schieferöl“ aus. Aus diesem Ölschiefer kann unter anderem Ichthyol gewonnen werden, ein medizinischer Wirkstoff in Hautsalben.
Gegen Ende des Zweiten Weltkriegs wurden im Rahmen des Unternehmens Wüste Anstrengungen unternommen, im Raum Balingen aus dem Posidonienschiefer, dem "Ölflöz", Treibstoffe für die deutsche Kriegsmaschinerie zu synthetisieren. Es wurden zehn Versuchsanlagen gebaut, und sieben Konzentrationslager für Arbeitskräfte. Geschätzt kamen insgesamt etwa 3500 Häftlinge bei dieser Unternehmung zu Tode. Heute erinnern mehrere Gedenkstätten, z. B. der Gedenkweg Eckerwald, an diese unrühmliche Episode der Nutzung des Schwäbischen Ölschiefers.
In Dotternhausen wird der Posidonienschiefer in einem Zementwerk sowohl als Energiequelle zum Brennen des Zements genutzt, als auch der gemahlene und ausgebrannte Ölschiefer als Zuschlagsstoff für den Zement verwendet.

## Medien
- Jurassic Alb – Der schwäbische Ölschiefer. SWR Schulfernsehen multimedial, 1998, Zeitschrift: 1-98/99, Mediennummer VHS: 4283098(D) – (Online auf Planet Schule, Begleittext, Literaturliste zur gesamten Sendereihe „Geomorphologie“).